# Diplazium chimborazense
Diplazium chimborazense là một loài thực vật có mạch trong họ Woodsiaceae. Loài này được (Spruce ex Baker) H. Christ miêu tả khoa học đầu tiên năm 1867.